# Agrotis gentilii
Agrotis gentilii är en fjärilsart som beskrevs av Köhler 1979. Agrotis gentilii ingår i släktet Agrotis och familjen nattflyn. Inga underarter finns listade i Catalogue of Life.